# Temporalt hjälpverb
När man talar om kombinationer av verb eller hjälpverb nämns ofta de tre grupperna temporala hjälpverb, passivbildande hjälpverb och modala hjälpverb. Temporala hjälpverb används tillsammans med ett huvudverb för att skapa tempusformer för vilket ett språks verbsystem saknar direkt morfologisk markering.

## Svenskan
De temporala hjälpverben kan för svenskans del kort sammanfattas med att man sätter har, hade eller kommer att framför huvudverbet. Som exempel ges: 
- Han HAR gjort det. (perfekt)
- Hon HADE gjort det. (pluskvamperfekt)
- De KOMMER ATT göra det. (futurum)

Också verbet skola med formerna ska och skulle kan räknas till temporala hjälpverb. Till skillnad från kommer att är dock ska och skulle oftast också modalt laddade. Ibland funktionen nästan uteslutande modal.
Ibland kan två temporala hjälperb kombineras för att generera ytterligare tempusformer, exempelvis futurum exaktum:
- Han KOMMER inte ATT HA GJORT det.